# Кожевников, Михаил Яковлевич
Михаи́л Я́ковлевич Коже́вников (1870—1942) — военный топограф, геодезист, картограф, исследователь. По результатам его съёмок созданы карты не исследованных ранее пространств России.

## Биография
- В 1881—1890 годах учился в Московском реальном училище[1];
- 1890—1892 — обучался в Военно-топографическом училище;
- 1892—1893 — прикомандирован к 145-му пехотному Новочеркасскому полку;
- 1893—1906 — на съёмке Северо-Западного пограничного пространства, откуда в 1897—1898 гг. прикомандирован к 115-му пехотному Вяземскому полку.
- В 1904—1909 гг. командирован в экспедицию геолога И. П. Толмачева по северу Сибири, в Енисейскую губернию и Якутскую область:

Участники Хатангской экспедиции впервые составили карту громадной (более одного миилиона квадратных километров) территории, ограниченной с запада Енисеем, с юга — Нижней Тунгуской, с востока — Оленьком, уточнили гидрографическую сеть региона, проследили все течение рек Хатанги, Котуя, Мойеро и Анабара, значительно исправили карту Xaтангского залива. Это название окончательно утвердилось после экспедиции Толмачева. Но самым большим достижением следует считать открытие, оконтуривание и первое описание Анабарского плато, орографически представляющего собой, как правильно отмечал Толмачев, часть Среднесибирского плоскогорья. К северу от плато, заканчивающегося уступом, Толмачев исследовал центральную область огромной Северо-Сибирской низменности
- 1906—1909 — на съёмке С.-Петербургской губернии и Финляндии, откуда в 1906—1908 гг. командирован в Главное гидрографическое управление для съёмки Мурманского берега;
- 6.03.1909 1917 — производитель картографических работ Военно-топографического отдела ГУ ГШ. В 1909—1910 гг. в экспедиции геолога К. А. Волоссовича для исследования Сибири между рекой Леной и Беринговым проливом, организованной Министерством торговли и промышленности.
- В 1911 г. командирован в Костромскую губернию и другие места (ввиду предстоящего в 1913 г. 300-летнего юбилея царствования дома Романовых) для выяснения на месте границ старинных владений Романовых, ко времени вступления на царство Михаила Фёдоровича. В этом же году выполнял съёмку Бородинского поля (для подготовки празднования 100-летия Отечественной войны 1812 г.). Действительный член Русского географического общества.
- 10.01. 1912 удостоен малой золотой медали Императорского Русского Географического Общества за литературные труды.

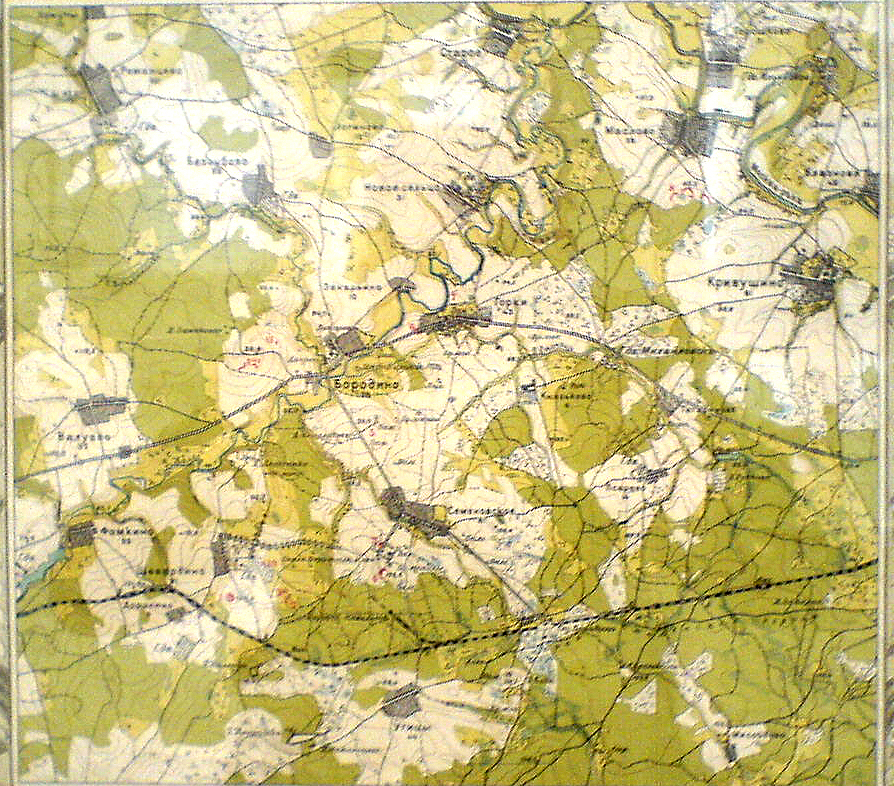
фрагмент карты Кожевникова, Гришкевича, Адрианова. 1912 год. Карта Бородинского поля

- К 100-летнему юбилею Отечественной войны 1812 года провёл рекогносцировку Бородинского поля, по результатам которой была создана карта «Рекогносцировка Бородинского поля в 1812 году, произведённая по поручению Главного Штаба капитаном Кожевниковым»[3]
- С сентября 1914 г. по октябрь 1915 г. состоял на должности военного времени — обер-офицер КВТ при генерал-губернаторе Галиции;
- К 1922 г. Состоял в 1-м военно-топографическом отряде;
- 1.08.1922 — 1924 — составитель карт Северного военно-топографического отдела.
- Уволен со службы 1.03.1924 г. по постановлению особой комиссии по пересмотру личного состава;
- Подполковник — 22.3.1915 г.
- В 1933 г. вышло в свет «…Описание карты Якутской АССР 1932 г.», составленной Советом по изучению производительных сил АН СССР с предисловием М. Я Кожевникова.

## Память
В честь Михаила Яковлевича Кожевникова названы следующие географические точки:
- залив Кожевникова в Хатангском заливе, море Лаптевых;

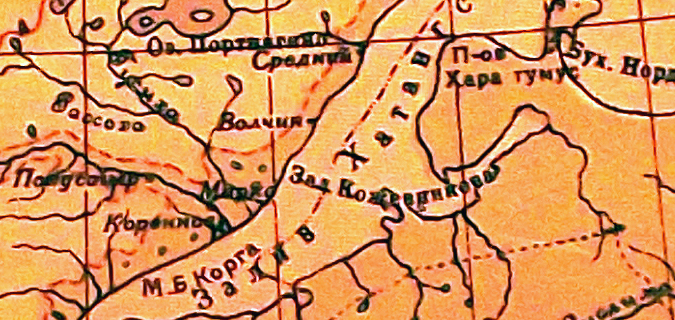
Залив Кожевникова.
Атлас командира РККА. 1938 г.

- полуостров Хара-Тумус, описанный в 1905 г.;
- утёс Кожевникова, около мыса Шмидта, Чукотское озеро, описанный в 1909 г.[4];
- посёлок Кожевников, Красноярский край, Таймырский национальный округ (20-е годы XX в.).